# TR-3A Black Manta
O TR-3A Black Manta é um hipotético projeto de avião espião da Força Aérea dos Estados Unidos.

## História
É uma aeronave que faz parte dos chamados Projetos Negros. O TR-3A é um suposto avião espião subsônico de tecnologia stealth contendo um tipo peculiar de desenho de asa. Se afirmou que foram utilizados na guerra do Golfo para oferecer laser para a descrição de ambientes do F-117 Nighthawk para ataques com bombas, para a orientação de usar bombas guiadas por laser, as chamadas bombas inteligentes. O TR-3A foi supostamente fabricado pela Northrop.
Supostamente tem sua propulsão por eletromagnetismo, e em seu interior se encontra um pequeno reator nuclear movido a Moscovio.
Relatos hipoteticamente apontam que a aeronave de propulsão avançada tem a possibilidade de navegar tanto no ar quanto em águas, podendo assim navegar em mar aberto.